# Sascha Spoun
Sascha Spoun (* 26. Januar 1969 in München) ist ein deutsch-schweizerischer Wirtschaftswissenschaftler. Er ist seit 2006 Präsident der Leuphana Universität Lüneburg. Zudem wirkt er als Gastprofessor für Universitätsmanagement an der Universität St. Gallen. Seit 2021 ist er außerdem der Sprecher des Verbunds Norddeutscher Universitäten.
Im Juni 2019 wurde er zum Präsidenten der Georg-August-Universität Göttingen gewählt. Im August 2019 gab er nach Zweifeln an der Rechtmäßigkeit des durch die Universität Göttingen durchgeführten Wahlverfahrens jedoch bekannt, für das Amt nicht mehr zur Verfügung zu stehen. Er führt seitdem sein Amt als Präsident der Universität Lüneburg weiter.

## Schule und Studium
Als Schüler gründete Spoun im Alter von 16 Jahren einen Radiosender und übernahm wenig später das Management einer Tennishalle.
Spoun studierte von 1988 bis 1996 Wirtschaftswissenschaften (lic.oec. HSG, Diplome HEC Paris) und Politikwissenschaft in Ann Arbor (University of Michigan Business School), München (Hochschule für Politik), Paris (Sciences Po, HEC) und St. Gallen. Sein Studium schloss er an der Universität St. Gallen mit dem Lizenziat 1994 und der Promotion 1998 ab. Während seiner Studienzeit war er zwei Jahre (1992–1994) Präsident der St. Galler Studentenschaft. Er war Stipendiat der Studienstiftung des deutschen Volkes.

## Tätigkeit an der Universität St. Gallen
Nach seiner Promotion wurde er zum Dozenten für Betriebswirtschaftslehre an der Universität St. Gallen gewählt; ab 2004 lehrte er zudem an der wirtschaftswissenschaftlichen Fakultät der Universität Zürich. Seine Forschungsarbeiten widmen sich dem Public Management wie auch Zielen, Inhalten, Methoden und Ergebnissen der Hochschul- und Universitätsentwicklung.
Zwischen 1999 und 2006 leitete er in St. Gallen außerdem das Reformprojekt „Neukonzeption der Lehre“, eine fundamentale Umstellung des Studiums auf Bachelor und Master sowie die Einführung verschiedener didaktischer wie organisatorischer Innovationen. Er war unter anderem programmverantwortlich für das Kontextstudium, in dem Studierende Handlungskompetenz sowohl im Bachelor- wie im Master-Studium ausbilden, die Startwoche und das Coaching- und Mentoring-Programm.

## Tätigkeit an der Universität Lüneburg
Spoun wurde im Oktober 2005 als neuer Präsident der Universität Lüneburg vom Senat der Universität gewählt. Er trat sein Amt am 1. Mai 2006 an. So war er mit 38 Jahren der jüngste Hochschulpräsident Deutschlands. Spoun wurde im Mai 2011 erstmals in seinem Amt bestätigt. Im Januar 2019 wurde er vom Senat der Universität für eine dritte Amtszeit (2020–2028) gewählt.
Spoun löste im Mai 2006 das Übergangspräsidium der damaligen Universität Lüneburg ab, das im Zuge der Fusion zwischen der Fachhochschule Nordostniedersachsen und der Universität Lüneburg aus den beiden Leitungsspitzen der Vorgängereinrichtungen gebildet worden war. Dabei wurde ein erster Findungsprozess ohne Ergebnis abgebrochen, nachdem zwei Kandidaten ihre Bewerbung zurückgezogen hatten. Spoun war daraufhin in einem zweiten Anlauf durch Vermittlung des Hochschulexperten Klaus Landfried, ehemaliger Präsident der Hochschulrektorenkonferenz, in das Verfahren gekommen. Eine Findungskommission hatte ihn dem Senat als einzigen Kandidaten vorgeschlagen. Bei seiner Wahl wurde er von allen Statusgruppen der Universität einvernehmlich unterstützt.
Bereits vor seiner Wahl hatte Spoun Senat und Stiftungsrat seine Zukunftsvorstellungen für die Lüneburger Universität erläutert und die Entwicklung einer international anerkannten Forschungskultur, den Aufbau eines speziellen Lüneburger Studienmodells und den Ausbau vielfältiger Verknüpfungen mit der Praxis als wichtige Entwicklungsziele für die Universität hervorgehoben.
In den folgenden Jahren verantwortete er an der Spitze der Universitätsleitung eine Umbenennung der Universität in Leuphana Universität Lüneburg und ihre grundlegende Neuausrichtung als Modelluniversität für den Bologna-Prozess. Im Rahmen dieser Neuausrichtung führte die Universität ein College für das Bachelorstudium, eine Graduate School für Master- und Promotionsstudium sowie eine Professional School für das berufsbegleitende Weiterbildungsstudium ein. Dieses für Deutschland neuartige Studien- und Universitätsmodell erzielte bundesweite Beachtung und wurde vielfach ausgezeichnet, u. a. vom Stifterverband für die deutsche Wissenschaft, der Heinz Nixdorf Stiftung, der Stiftung Mercator und der VolkswagenStiftung.
Das EU-Großprojekt Innovations-Inkubator Lüneburg mit einem Investitionsvolumen von knapp 100 Mio. EUR, eine Steigerung der Drittmittel für Forschung von 5 Mio. EUR (2006) auf rund 18 Mio. EUR (2016) und der Bau eines neuen Zentralgebäudes der Universität nach Plänen des Architekten Daniel Libeskind prägten die weitere Entwicklung der Universität während seiner Amtszeit. Allerdings rief die Kostenexplosion beim Bau des 2017 eröffneten Zentralgebäudes starke Kritik hervor.

## Wahl an der Universität Göttingen
Am 20. Juni 2019 wurde Spoun vom Senat der Georg-August-Universität Göttingen mit großer Mehrheit zum Präsidenten der Universität als Nachfolger von Ulrike Beisiegel ab 2020 gewählt.
Am 21. August 2019 gab Spoun in einer Pressemitteilung der Leuphana Universität Lüneburg jedoch bekannt, aufgrund schwerwiegender Zweifel an der Rechtmäßigkeit des durch die Universität Göttingen durchgeführten Besetzungsverfahrens nicht mehr für das Amt des Präsidenten der Universität Göttingen zur Verfügung zu stehen und sein Amt als Präsident der Leuphana Universität Lüneburg weiterzuführen. Zur Begründung führte er „formale Fehler bei der Dokumentation einzelner Auswahlschritte“ durch die Universität Göttingen an, aufgrund derer „erhebliche Zweifel an der Rechtskonformität des Wahlverfahrens“ bestünden.

## Weitere Tätigkeiten
Spoun ist Mitglied im Fachausschuss Systemakkreditierung der Akkreditierungsagentur Acquin e.V. (Bayreuth), im Kuratorium der Gemeinnützigen Hertie Stiftung (Frankfurt am Main), im Aufsichtsrat der Hertie School of Governance (Berlin), im Präsidium des Council of the German-American Conference at Harvard e.V. (Berlin) und im Kuratorium der Haniel Stiftung (Duisburg).

## Kritik
Bei seiner Wiederwahl für eine zweite Amtszeit als Präsident der Leuphana Universität Lüneburg im April 2011 zog Spoun Kritik auf sich, weil er im Vorfeld der Wahl erklärt hatte, die Wahl nur unter der Bedingung annehmen zu wollen, dass sein Vizepräsident Holm Keller ebenfalls in seinem Amt bestätigt werde. Nachdem sich der Senat im ersten Wahlgang nicht auf eine abschließende Empfehlung zur Wiederwahl Kellers verständigen konnte, einigte sich das Gremium im Mai 2011 zunächst auf eine Wiederwahl Kellers in Teilzeit. Zur Begründung dieses Kompromisses sagte der Professor für Nachhaltigkeitskommunikation und Mitglied des Senats Gerd Michelsen: „Wir wollten Spoun unbedingt halten, da wir die positive Entwicklung nicht gefährden wollten. Dafür waren wir bereit, den vom Präsidenten vorgeschlagenen Kompromiss zu akzeptieren“. Ein im Jahr 2012 neu konstituierter Senat bestätigte Holm Keller im Mai 2012 schließlich in Vollzeit im Amt.
Im Vorfeld seiner Wiederwahl für eine dritte Amtszeit als Präsident der Leuphana Universität Lüneburg im Januar 2019 wurde Spoun dafür kritisiert, für eine Wiederwahl ohne öffentliche Ausschreibung zur Verfügung zu stehen. Ungeachtet des vor allem durch Studierende geäußerten Wunsches nach öffentlicher Ausschreibung wurde Spoun vom Senat im Amt für den Zeitraum 2020 bis 2028 bestätigt.
Seiner Wahl als Präsident der Universität Göttingen im Juni 2019 folgten erhebliche universitätsinterne Konflikte, da 49 Göttinger Professoren ihre Rechtmäßigkeit und Sinnhaftigkeit bezweifelten. Ein unterlegener Mitbewerber reichte Konkurrentenklage beim Verwaltungsgericht Göttingen gegen die Wahl ein, die vom Deutschen Hochschulverband unterstützt wurde. Der Spiegel kommentierte hierzu: „Die Auseinandersetzung um die Präsidentschaftswahl offenbart einen Richtungsstreit, der seit Jahren an der Universität schwelt. Dabei geht es nicht nur um inhaltliche Schwerpunkte, sondern um Fragen, die derzeit auch andere Hochschulen umtreiben: Was ist die Idee der Universität? Was soll sie sein, wie soll sie regiert werden? Welche Hierarchien und Entscheidungsmechanismen sind zeitgemäß? 'Es geht um Macht und Einfluss, die Lehrstuhlinhaber zu verlieren drohen', sagt ein Kenner der Hochschulszene dem „Spiegel“ hinter vorgehaltener Hand. Ein anderer erklärt: 'In Göttingen wird um die Ordinarien-Universität gekämpft und darüber gestritten, wie sie im 21. Jahrhundert aussehen könnte.'“

## Trivia
Auf Grund der Wortähnlichkeit und häufiger Falschschreibungen wird Sascha Spoun von der Studierendenschaft an der Leuphana Universität Lüneburg oft als „Spoon“ (eng. Löffel) tituliert.

## Auszeichnung
Spoun wurde durch das Centrum für Hochschulentwicklung (CHE) und die Wochenzeitschrift Die Zeit als „Hochschulmanager des Jahres 2021“ ausgezeichnet.

## Publikationen
Zu Publikationen Spouns gehören u. a.
- T. Eberle, S. Spoun (Hrsg.): Durch Coaching Führungsqualitäten entwickeln: Kernkompetenzen erkennen und fördern. Versus, 2012.
- S. Spoun, T. Meynhardt (Hrsg.): Management – eine gesellschaftliche Aufgabe. Nomos, 2010.
- U. J. Heuser, S. Spoun (Hrsg.): Virale Kommunikation: Möglichkeiten und Grenzen des prozessanstoßenden Marketings. Nomos, 2009.
- T. Beyes, H. Keller, D. Libeskind, S. Spoun (Hrsg.): Die Stadt als Perspektive: zur Konstruktion urbaner Räume. Hatje Cantz, 2006.
- S. Spoun, W. Wunderlich (Hrsg.): Studienziel Persönlichkeit: Beiträge zum Bildungsauftrag der Universität heute. Campus, 2005.
- S. Spoun, D. B. Domnik: Erfolgreich studieren. Pearson, 2004. (2. Auflage 2011)
- S. Spoun, W. Wunderlich (Hrsg.): Medienkultur im digitalen Wandel: Prozesse, Potentiale, Perspektiven. Haupt, 2002.
- S. Spoun: Internationalisierung von Universitäten: Eine Studie am Beispiel der Community of European Management Schools. Universität St. Gallen, 1998.
- S. Spoun, E. Müller-Möhl, R. Jann (Hrsg.): Universität und Praxis: Tendenzen und Perspektiven wissenschaftlicher Verantwortung für Wirtschaft und Gesellschaft. Der Universität St. Gallen zum 100-Jahr-Jubiläum. Neue Zürcher Zeitung Buchverlag, 1998.

## Presseartikel
Zur überregionalen Presseberichterstattung über Spoun gehören u. a.
- Selbst ist der Student. Die Zeit vom 18. März 1999
- Abschied vom Fachidioten. Die Zeit 45/2001 vom 31. Oktober 2001
- „Begeisterung wecken“!. Die Zeit 17/2002 vom 18. April 2002
- Lernt, was ihr wollt!. Die Zeit Nr. 43/2002 vom 23. Oktober 2002
- Sascha Spoun. Die Zeit Nr. 45/2005
- Deutschlands jüngster Uni-Präsident. Spiegel Online vom 1. Februar 2006
- Studiert, was Ihr wollt!. Die Zeit Nr. 18 vom 27. April 2006
- Präsident Tabula Rasa. Die Zeit Nr. 13/2007 vom 22. März 2007
- Eine arme Universität will exzellent werden. Frankfurter Allgemeine Zeitung vom 30. März 2007
- Hochschulpreis: Die schluckt keiner mehr. Die Zeit Nr. 52/2007 vom 20. Dezember 2007
- Mut, Respekt, Liebe. Die Zeit Nr. 41/2008 vom 1. Oktober 2008,
- „Die Uni muss ein emotionaler Ort sein“. Die Zeit vom 31. Dezember 2008
- Getestet und für gut befunden. Die Zeit Nr. 44/2010 vom 28. Oktober 2010
- Risse hinter schöner Fassade. Die Zeit Nr. 21/2011 vom 19. Mai 2011
- L´Uni, c'est moi. UniSpiegel 6/2012 vom 10. Dezember 2012
- Die grüne Kaderschmiede. Frankfurter Allgemeine Zeitung vom 7. Dezember 2014
- Hallo, hörst Du mich?. Die Zeit Nr. 44/2016 vom 20. Oktober 2016
- Exzellenzfrage spaltet die Uni Göttingen. Tagesspiegel vom 25. Juli 2019
- Aufstand gegen den Universitätspräsidenten in Göttingen. FAZ vom 8. August 2019
- Führungschaos nach dem Exzellenz-Flop. Süddeutsche Zeitung vom 20. August 2019
- Gewählter Uni-Präsident kündigt vor Amtsantritt Rückzug an. Der Spiegel vom 21. August 2019
- Lehrstück aus Göttingen. Der Spiegel vom 23. August 2019
- Wir müssen anschaffen gehen. Süddeutsche Zeitung vom 10. September 2019
- Bildungspflichten eines Universitätspräsidenten. Frankfurter Allgemeine Zeitung vom 13. Oktober 2019
- Universitäten brauchen starke Spitzen. Die Zeit vom 30. Oktober 2019
- In Universitäten sind Kritiker gerne laut. Der Spiegel vom 6. Januar 2020